# Lucien Lacaze

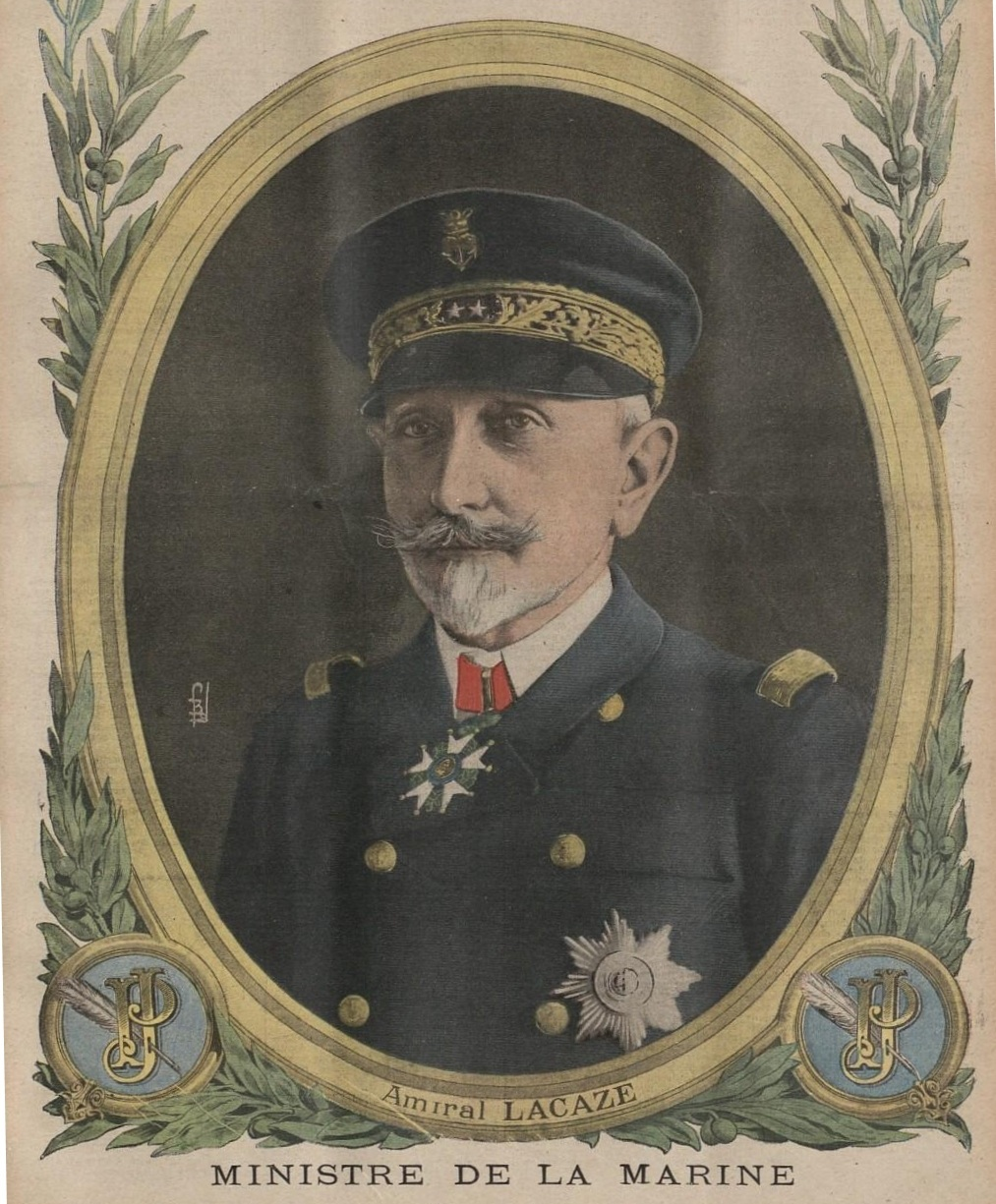
Imagen del almirante Lacaze en 1916

Lucien Marie Jean Lacaze (22 de junio de 1860 - 23 de marzo de 1955) fue un militar naval y político francés nacido en Pierrefonds (Oise) y fallecido en París. Miembro de la Academia Francesa en la que ocupó el asiento número 40.

## Datos biográficos
Fue hijo de un médico francés y de una criolla, descendiente de un oficial de la marina francesa. Pasó su juventud en la isla de la Reunión en la propiedad paterna situada cerca de Saint-Denis. Cuando Lacaze cumplió doce años su familia regresó a Francia y ahí siguió sus estudios con los jesuitas de Sarlat. Se recibió en la Escuela Naval en 1879. Alcanzó el grado de capitán de fragata en 1902.
Participó en el frente de batalla en Senegal, en India y en Tonkin antes de ser nombrado agregado naval en la embajada francesa en Roma, para más tarde ser jefe de Estado Mayor del almirante Paul-Louis Germinet. Fue comandante del acorazado  Masséna, y después jefe de gabinete del ministro de la Marina Théophile Delcassé. Durante la Primera Guerra Mundial comandó una división en el mar Mediterráneo.
Entre otros cargos gubernamentales fue ministro de la Marina en el gobierno de Aristide Briand y después en el de Alexandre Ribot. También fue ministro de Guerra durante el sexto gobierno de Briand, todo entre los años de 1916 a 1917. Fue después prefecto de la Marina en Toulon y presidente del Conservatoire National des Arts et Métiers en París, entre 1945 hasta su muerte, en 1955.

## Academia Francesa
El almirante Lacaze fue elegido miembro de la Academia Francesa el 12 de noviembre de 1936, el mismo día que el cardenal Georges Grente y Jacques de Lacretelle.

## Reconocimientos
- Gran Cruz de la Legión de Honor
- Miembro de la Academia de Ciencias Coloniales